# Triumf sprawiedliwości
Triumf sprawiedliwości (ang. End of a Gun) – amerykański film fabularny z 2016 roku w reżyserii Keoniego Waxmana, wyprodukowany przez wytwórnię Lionsgate.

## Fabuła
Były agent federalny Decker (Steven Seagal) pracuje jako ochroniarz w supermarkecie. Pewnego dnia mężczyzna ratuje piękną nieznajomą Lisę Durant (Jade Ewen) przed jej agresywnym chłopakiem. Kobieta proponuje mu dokonanie wspólnego skoku na konwój z dwoma milionami dolarów.

## Obsada
- Steven Seagal jako Decker
- Florin Piersic Jr. jako Gage
- Jade Ewen jako Lisa Durant
- Jacob Grodnik jako Trevor
- Jonathan Rosenthal jako Luc
- Alexandre Nyugen jako Pee Wee